# Carnevalate
Con il termine Carnevalate si indica una tipologia specifica della produzione comico-giocosa legata al periodo del carnevale.
In componimenti poetici di varia natura, venivano capovolti i valori tradizionali e i luoghi comuni, portando a un giocoso ribaltamento del mondo in nome dell'asinitate. Temi tradizionali erano dunque l'amore libertino, il sesso sfrenato, la satira anticlericale, la critica del potere politico, l'esasperazione di temi legati al cibo, ai banchetti, alle abbuffate, ai travestimenti, agli scambi di ruoli, ecc.
Produzione che ebbe grande diffusione e fortuna, attraversando i secoli che vanno dal XIII al XVIII.
Particolarmente interessante in quest'ambito la produzione in lingua siciliana dell'Accademia degli Zelanti di Acireale.